# Wilm von Stein-Liebenstein
Friedrich Wilm Carl Rudolf Adalbert Freiherr von Stein-Liebenstein (* 6. Juli 1869 in Stendal; † 21. Juli 1954 in Wiesbaden) war ein deutscher Richter und Politiker (DNVP).

## Leben
Wilm entstammte der Adelsfamilie Stein-Liebenstein zu Barchfeld. Er war ein Sohn des preußischen Generalleutnants Ferdinand von Stein-Liebenstein zu Barchfeld (1832–1912) und dessen Ehefrau Frida, geborene von Lucke (1841–1930).
Stein besuchte Gymnasien in Münster, Metz und Posen und studierte dann Rechts- und Staatswissenschaften in Marburg, Paris und Berlin. Er schloss das Studium mit der Promotion zum Dr. jur. ab. 1890 wurde er Gerichtsreferendar und 1895 Gerichtsassessor. 1900 wurde er Amtsrichter am Amtsgericht Birstein und 1906 am Amtsgericht Frankfurt am Main. 1908 wurde er Landrichter am Landgericht Limburg und dort 1910 zum Landgerichtsrat befördert. Ab 1914 war er Amtsgerichtsrat am Amtsgericht Wiesbaden, wo er 1931 Landgerichtspräsident wurde, Nach der Machtergreifung der Nationalsozialisten 1933 wurde er dort Amtsgerichtsdirektor und 1934 in den Ruhestand versetzt.
1921 bis 1933 gehörte er dem Provinziallandtag der Provinz Hessen-Nassau an (zunächst für die DNVP, dann für die Kampffront Schwarz-Weiß-Rot). Vom Mai 1921 bis zum 26. Juni 1930 sowie erneut vom April bis zu dessen Auflösung am 10. Juni 1933 war er stellvertretendes Mitglied des Preußischen Staatsrates. Vom 23. Juni 1930 bis April 1930 war er ordentliches Mitglied des Staatsrates. Im Staatsrat war er vom 4. Februar 1931 bis April 1933 stellvertretender Schriftführer, und ab dem 18. Januar 1933 Beisitzer im Vorstand des Staatsrates.
Er war Fideikommissbesitzer in Barchfeld und in der Weimarer Republik Mitglied des Auflösungsamtes für Familiengüter in Frankfurt am Main. Von 1934 bis 1947 war Wilm von Stein-Liebenstein Kommendator der Rheinischen Genossenschaft des Johanniterordens.